# قايس
قايس إحدى بلديات دائرة قايس التابعة لولاية خنشلة الجزائرية. تقع غرب خنشلة.
تقع مدينة قايس على خط الطول 6.5 ق و 35.3 ش على ارتفاع 926 متر على السفح الشمالي لسلسلة جبال الأوراس. تبعد قايس عن مركز الولاية خنشلة ب 22 كلم. تتميز قايس بسد فم القيس كما تشرف مدينة قايس على سهل الرميلة الذي شهد في السنوات الأخيرة بعض المشاريع الزراعية
```
نتيجة برنامج الدعم الفلاحي إلا أنه يبقى غير مستغلا بنسبة كبيرة نظرا لندرة المصادر المائية ولغياب ثقافة الاستثمار لدى سكان المنطقة.
```

يقال ان قايس هو اسم بنت ملكة الامازيغ ديهيا التي كانت تحكم منطقة الأوراس، ويقال أيضا انه سمي نسبة إلى المكان المسمى بالشاوية لغة الامازيغ المحليين ايمي نوغيس imi nu giis أو فم الغيس بالعربية وتسمى الأرض التي بنيت عليها قايس بالأرض المباركة للكاهنة. أما قايس الحديثة فبنيت ما بين 1907 و1911 وسميت Edgar quinet" (فيلسوف مفكر وشاعر فرنسي ابن جيروم كيني)
أما الآن فمدينة قايس من أشهر مدن خنشلة لكثرة سكانها وتطورها فقد بنيت العديد من المرافق العمومية سنة 2005 ليس ذلك فحسب بل من غاية 2008إلى غاية 2012 تم بناء الملاعب والدور الرياضية وأيضا دور التعليم والسكن والكثير الكثير من المصالح العمومية.
مشاكل قايس كثيرة جدا حيث ان العروشية هي التي تتحكم في كل شيء وهذا ما ساعد المدينة على الرجوع إلى الوراء رغم توفرها على الكثير من الكفاءات

## الجغرافيا
تقع مدينة قايس في ولاية خنشلة في الجهة الغربية حيث تتربع على مساحة كبيرة من الولاية وتعتبر الثانية في الولاية بعد بلدية «خنشلة» من حيث الكثافة السكانية وتضم مساحات زراعية هائلة وتضم منطقة الرميلة المتميزة بأراضيها الخصبة وتضم كذلك اداريا بلدية تاوزيانت والرميلة وبوحمامة.

## الاقتصاد
تعتمد ميزانية البلدية على توزيعات الولاية وليس لها مداخيل معينة حيث ان التنمية بها تعتمد على الغطاء المالي الذي تقدمه خزينة الولاية.